# 拟骤尖楼梯草
拟骤尖楼梯草（学名：Elatostema subcuspidatum）是荨麻科楼梯草属的植物，是中国的特有植物。分布于中国大陆的四川等地，生长于海拔1,600米的地区，多生于山地。